# Battaglia navale di Santiago de Cuba
La battaglia navale di Santiago de Cuba si è svolta il 3 luglio 1898 nella baia di Santiago di Cuba ed è stata il più grande scontro navale tra la Armada Española e la US Navy nel corso della guerra ispano-americana. A conclusione dello scontro, la squadra navale spagnola comandata dall'ammiraglio Cervera venne completamente annientata.

## Premesse

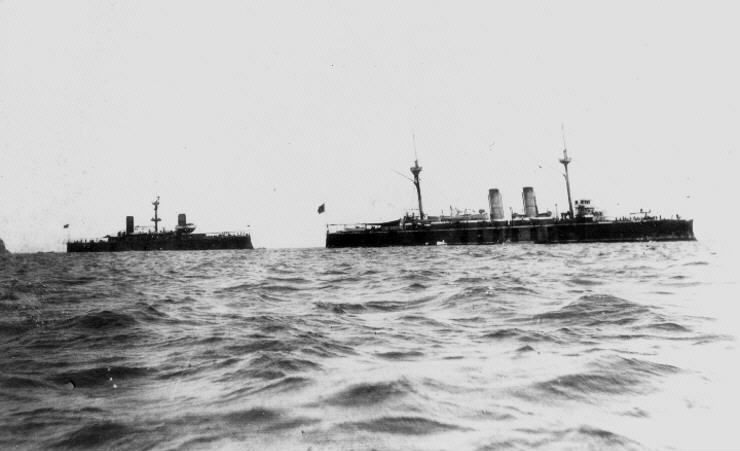
Gli incrociatori Colon e Vizcaya alle isole di Capo Verde subito prima della partenza per Cuba

Cervera era partito già dalla base spagnola delle isole di Capo Verde con la convinzione di non poter affrontare la squadra statunitense, vista la disparità di forze. I suoi tre incrociatori corazzati gemelli Almirante Oquendo, Vizcaya e Infanta Maria Teresa avevano solo due cannoni da 280 mm in barbetta singola e 10 cannoni da 140 mm nel ridotto centrale; il nuovissimo Cristóbal Colón non aveva l'armamento principale, costituito da due cannoni Armstrong da 254 mm che era stato bloccato dall'embargo in Inghilterra, e l'armamento secondario con 10 cannoni da 152 mm e altri 10 da 120 mm, numeroso ma incapace di perforare le corazzature delle navi statunitensi. Vari problemi affliggevano la sua squadra, tra cui la carena sporca di molte delle navi che ne penalizzava la velocità massima, difetti al meccanismo di culatta di vari cannoni pesanti, e la necessità di pulizia delle caldaie; pertanto avrebbe preferito che la squadra fosse rimasta verso le isole Canarie dove poteva contare su rifornimenti di carbone, munizioni e cantieri per la manutenzione, cosa invece impossibile a Cuba, oltre che l'ulteriore supporto della squadra rimasta invece a protezione della madrepatria. La sua squadra era rimasta bloccata nella rada di Santiago per sei settimane ed ora, nell'imminenza della capitolazione della città, non rimaneva altra scelta che uscire dalla rada. Una frase a lui attribuita era
La decisione di inazione di Cervera, dovuta alla sproporzione di forze, non era condivisa dagli altri ufficiali superiori della squadra. Il capitano di vascello Fernando Villaamil, comandante della squadriglia di cacciatorpediniere assegnata alla squadra e specialista dell'uso di questo tipo di mezzi, nonché progettista della Classe Furor (originariamente tre unità, ma la terza aveva raggiunto Porto Rico per problemi alle caldaie), aveva caldeggiato una serie di attacchi con siluri da parte dei cacciatorpediniere contro le città costiere statunitensi, come New York, New Orleans, Miami e Charleston, in modo da costringere la US Navy a ritirare parte della squadra di blocco a protezione dei porti; tra questi in particolare New York non aveva alcuna opera di vigilanza e protezione dal mare, fatto accertato dallo stesso capitano Villaamil in una crociera dalla quale aveva tratto un libro, Viaje de circunnavegación de la corbeta Nautilus. Cervera però non diede il proprio assenso alla operazione.
Gli statunitensi, comunque, non essendo a conoscenza della situazione della squadra spagnola, temevano attacchi alle città costiere o al loro traffico mercantile, e che se la flotta spagnola si fosse presentata al completo si sarebbero sofferte gravi perdite anche in caso di vittoria; questa era l'opinione dell'ammiraglio Schley, comandante del Fliyng Squadron e dell'opinione pubblica, riportata il 31 maggio, cioè alcuni giorni dopo, dal giornale argentino El Diario.

## Il blocco navale
Il 19 maggio, la squadra di blocco statunitense prendeva posizione al largo di Santiago. Il 25 maggio, Cervera telegrafava al ministro della marina spagnolo: «Estamos bloqueados. Califiqué de desastrosa la venida para los intereses de la Patria. Los hechos empiezan a darme la razón. Con la desproporción de fuerzas, es imposible ninguna acción eficaz. Tenemos víveres para un mes» (Siamo bloccati. Qualificai la venuta disastrosa per gli interessi della patria. I fatti iniziano a darmi ragione. Con questa sproporzione di forze, è impossibile alcuna azione efficace. Abbiamo viveri per un mese.) Per contro, il governo insisteva per un'azione navale anche in virtù di una campagna di stampa che aveva acceso le aspettative popolari, e che riscattasse la sconfitta della Battaglia della baia di Manila, nota in Spagna come disastro di Cavite. In realtà la flotta spagnola era stata divisa in modo inefficace, ed un'altra squadra il cui fulcro era la corazzata Pelayo, che data la ridotta autonomia non poteva far parte della squadra inviata a Cuba, era stata inviata verso le Filippine via Canale di Suez per poi dover tornare indietro anche a causa di pressioni statunitensi sulle autorità egiziane ed a un tentativo da parte del miliardario statunitense William Randolph Hearst di affondare una nave in modo da bloccare il canale.
Il 2 luglio gli americani si apprestavano a conquistare da terra la città, dopo aver bloccato nella rada di Santiago la flotta spagnola. L'ammiraglio Sampson issava la sua insegna sulla USS New York, un veloce incrociatore corazzato da 8000 t con 6 cannoni da 203 mm. Allentato il blocco con la corazzata USS Massachusetts che aveva raggiunto Guantánamo per rifornirsi di carbone, Cervera, dopo aver ripreso a bordo i marinai che aveva fatto sbarcare per contribuire alla difesa della città, cercò di fuggire dalla baia affinché le navi spagnole non cadessero in mani nemiche, secondo gli ordini del governatore di Cuba, Capitàn General Ramón Blanco y Erenas, che temeva per un crollo del morale in Spagna se la squadra si fosse arresa senza condizioni.

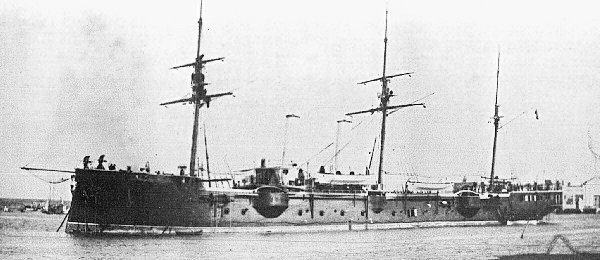
La Reina Mercedes, un incrociatore non protetto usato come nave scuola presente a Santiago all'arrivo della squadra di Cervera

La differenza delle forze navali era notevole: gli spagnoli potevano contare su due moderni cacciatorpediniere Classe Furor (Furor e Pluton), tre incrociatori corazzati della Classe Infanta Maria Teresa (semplici versioni ingrandite da 6900 t degli incrociatori britannici classe Galatea con 2 cannoni da 280 mm e 10 da 140 mm, 20 nodi di velocità massima all'origine, completati nel 1893) e il moderno incrociatore corazzato Cristóbal Colón costruito in Italia che però venne consegnato agli spagnoli nell'imminenza della guerra e spedito in combattimento senza avere ultimato l'allestimento e soprattutto senza aver montato le artiglierie principali (due cannoni Armstrong da 254 mm sostituiti da simulacri di legno) a causa dell'embargo sugli armamenti, cosa che ne diminuì notevolmente le capacità di combattimento. A queste navi si aggiungeva l'incrociatore non protetto Reina Mercedes, di scarsa utilità pratica per il suo armamento e le condizioni del suo impianto motore con sette delle sue dieci caldaie fuori uso. Gli americani opponevano quattro navi da battaglia, tra cui la modernissima corazzata USS Iowa da 11000 t armata con 4 cannoni da 305 mm e 8 da 203 mm nonché pesantemente corazzata, due corazzate Classe Indiana, la nave da battaglia di seconda classe USS Texas, classificata all'epoca incrociatore protetto, gli incrociatori corazzati, USS Brooklyn, un moderno incrociatore corazzato da 9000 t con 8 cannoni da 203 mm in torri, e USS New York, una cannoniera e tre incrociatori ausiliari; si aggiungevano varie unità minori come la torpediniera USS Ericsson, cannoniere come la USS Gloucester, o incrociatori ausiliari come la USS Harvard.

## Le prime schermaglie

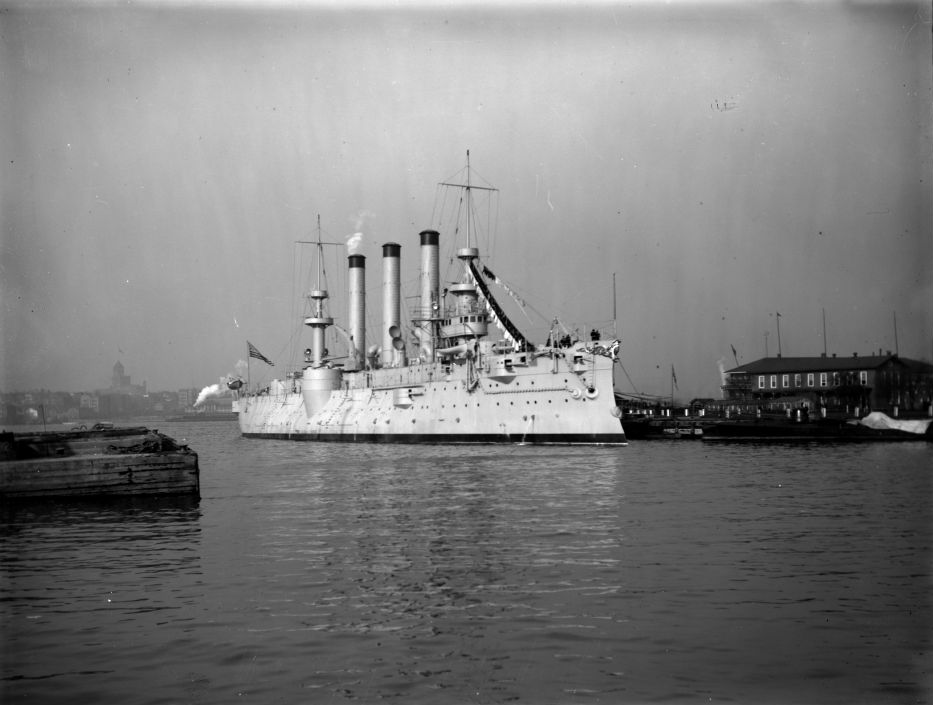
La USS Brooklyn attraccata

Il piano iniziale era di posizionare la forza di blocco a 6 miglia nautiche al largo di Santiago durante il giorno, ma la distanza venne ridotta dopo poco a 4 miglia durante la notte. Di notte o col cattivo tempo le navi venivano avvicinate alla costa per prevenire fughe. Le navi divise in due squadroni bloccavano il lato est ed il lato ovest del porto. Ogni pomeriggio delle lance di picchetto venivano posizionate ad un miglio dalla costa.. L'ammiraglio Sampson diede specifiche istruzioni sul come usare i proiettori da ricerca di notte, spazzolando l'orizzonte "lentamente e con precisione, con non meno di tre minuti per effettuare una spazzata su un arco di 90 gradi" Il 2 giugno 1898 Sampson guidò uno squadrone che comprendeva New York, Iowa, Oregon, New Orleans, Mayflower, e Porter, mentre il comandante Schley comandò Brooklyn, Massachusetts, Texas, Marblehead, e Vixen, disponendosi come convenuto sui due lati del porto. Nei giorni successivi le navi della forza di blocco scambiarono colpi con le navi spagnole ed il 3 giugno gli statunitensi tentarono di affondare una carboniera, la USS Merrimac, in modo da bloccare il canale, ma i colpi delle batterie spagnole resero la Merrimac ingovernabile e questa affondò a lato del canale, senza ostacolarne l'utilizzabilità.
Il 7 giugno Santiago, una volta il principale porto dell'isola e in quel momento secondo solo all'Avana, venne bombardata dalle navi statunitensi al largo; grazie alla superiore gittata dei loro cannoni pesanti che non potevano essere controbattuti dagli spagnoli, i proiettili danneggiarono gravemente nella baia il Reina Mercedes che, sebbene parzialmente disarmato e comunque praticamente senza apparato motore aveva ancora parte dell'equipaggio a bordo; secondo un resoconto del quotidiano argentino El Diario di Mendoza, che seguiva gli avvenimenti nel loro complesso, il vicecomandante e cinque marinai vennero uccisi, mentre un tenente di vascello e dieci marinai vennero feriti; secondo un dispaccio ufficiale partito dall'Avana, anche i forti che difendevano il porto vennero presi di mira, ma senza precisare eventuali danni; l'8 giugno, un nuovo dispaccio riferiva che l'attacco statunitense era stato respinto e che erano stati uccisi il colonnello Ordoñez e il capitano Sánchez. Le notizie riportate da parte statunitense invece, sempre secondo El Diario, erano che nessuna nave statunitense era stata colpita e che nessuna perdita in vite umane aveva toccato la squadra dell'ammiraglio Sampson; una rigorosa censura alle Antille impediva l'inoltro in Spagna dei telegrammi descriventi l'azione in corso. Comunque, le notizie inviate da Cervera confermavano l'attacco ai forti e alle navi e portavano a sei morti e diciassette feriti il bilancio, mentre la forza da sbarco statunitense ed i ribelli si avvicinavano a Santiago costringendo le truppe spagnole ad arretrare "con gravi perdite" entro il perimetro della città, grazie anche al supporto di fuoco dell'artiglieria delle navi. Per il 10 giugno le navi spagnole in rada a Santiago erano "nettamente imbottigliate" secondo il racconto del capitano Evans della Iowa.

## La battaglia

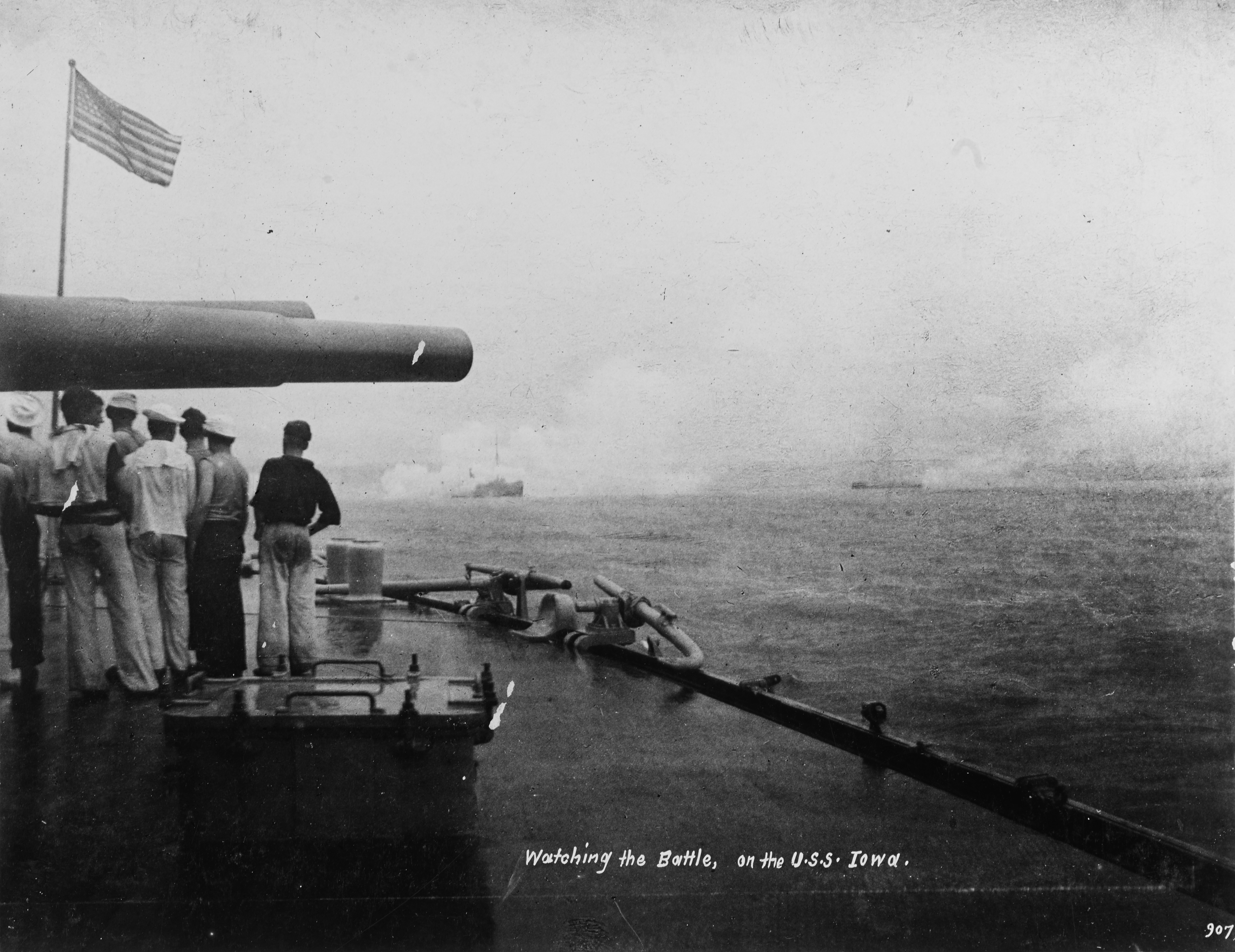
Il fuoco della USS Iowa durante la battaglia

Cervera aveva trasferito a terra parte delle artiglierie navali e i marinai necessari a servirle, per aiutare l'esercito nella difesa della città. Per il 2 luglio, in seguito alle vittorie terrestri statunitensi del giorno precedente, il generale Ramon Blanco y Erenas dall'Avana telegrafò a Cervera l'ordine di reimbarcare i suoi marinai e le artiglierie e prendere il largo per non far cadere la squadra in mani statunitensi. Il giorno seguente Cervera scrisse al generale Linares, il comandante della difesa di Santiago:
Nondimeno, ordinò che le macchine venissero messe in pressione e preparò l'uscita per le 2 del pomeriggio; molti dei suoi ufficiali anziani, esperti e coscienti della disparità di forze, lo pressarono perché disobbedisse agli ordini di Blanco, ma Cervera non li ascoltò, e la riunione proseguì sulle modalità con la quale avrebbero affrontato il combattimento. Il dubbio era se uscire di notte, col rischio che una nave incappasse in una mina lungo il canale bloccandolo definitivamente e tenendo presente che comunque le navi statunitensi pattugliavano l'area con i proiettori da ricerca, o uscire di giorno sotto il tiro dei cannoni. Alla fine si decise di uscire di giorno, e si stabilì che l'uscita sarebbe avvenuta alle 9 di mattina contando sul fatto che molti marinai degli equipaggi statunitensi sarebbero stati impegnati nelle funzioni religiose, dirigendo verso Cienfuegos.

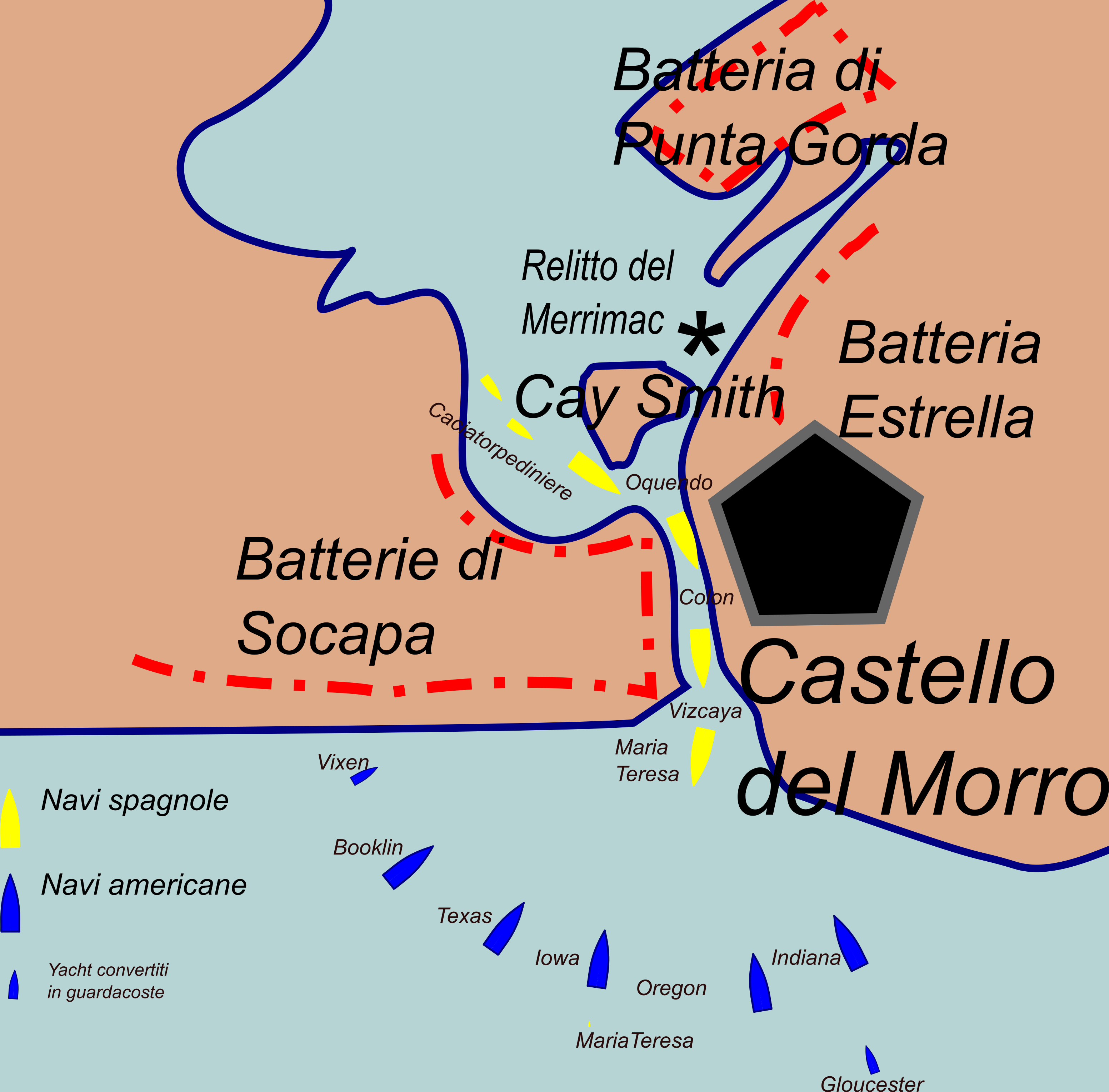
Uscita della flotta spagnola dal porto di Santiago de Cuba

Il porto di Santiago era configurato in modo tale che le navi potessero uscire solo in linea di fila, quindi ognuna poteva essere presa sotto il tiro delle unità statunitensi singolarmente, quando si fosse affacciata all'uscita del porto.. L'Infanta Maria Teresa, nave insegna dell'ammiraglio Cervera fu la prima unità ad uscire, seguita dal Vizcaya, dal Cristóbal Colón, dall'Almirante Oquendo (ognuno a circa 800 m dal precedente);
e, per ultimi (a circa 1200 m dall'Oquendo), dai due cacciatorpediniere classe Furor che vennero quasi subito distrutti dalla corazzata USS Indiana con l'aiuto dello yacht armato Glouchester.
Le navi americane  erano schierate su una semicircoferenza in prossimità dello sbocco del canale del porto. Mell'ordine, da ovest, le navi erano: Vixen (yacht armato), l'incrociatore USS Brooklin, le corazzate USS Texas,  USS Iowa, USS Oregon, USS Indiana, e infine lo yacht armato Gloucester, subito dietro all'Indiana. Per quanto riguarda le altre due navi americane che partecipavano al blocco: la USS Massachusetts era in rotta per Guantánamo, mentre l'incrociatore USS New York era diretto a Siboney con la scorta uno yacht armato e di una torpediniera per portare l'ammiraglio Sampson ad un colloquio col generale Shafter.
Alle 9.30 il Maria Teresa usciva dall'imboccatura del porto, aprendo il fuoco sulle unità americane a tre miglia da esse, egli e successivamente tutti gli altri incrociatori ricevettero il fuoco di risposta dalle unità statunitensi, tranne il Colon ed il Vizcaya che si allontanarono verso ovest stando sottocosta. Il Maria Teresa, colpito dai cannoni degli americani diventò ben presto un relitto fumante, e alle 10.15 fu portato a incagliarsi a 6,5 miglia dal Forte del Morro (che si trova all'imboccatura del porto), Cervera venne recuperato da una nave statunitense ed accolto a bordo con gli onori militari. L'incrociatore Almirante Oquendo venne colpito dalle artiglierie della corazzata USS Iowa; i motori e l'armamento vennero messi fuori uso e la nave, non più in grado di combattere, venne portata a incagliarsi alle 10.20 a circa mezzo miglio dalla Maria Teresa per ordine del suo comandante mortalmente ferito. Anche il "Vizcaya", inseguito e colpito dalle unità americane, venne portato ad incagliarsi poco fuori dalla baia di Santiago e l'equipaggio venne recuperato e soccorso dalla corazzata "USS Iowa".

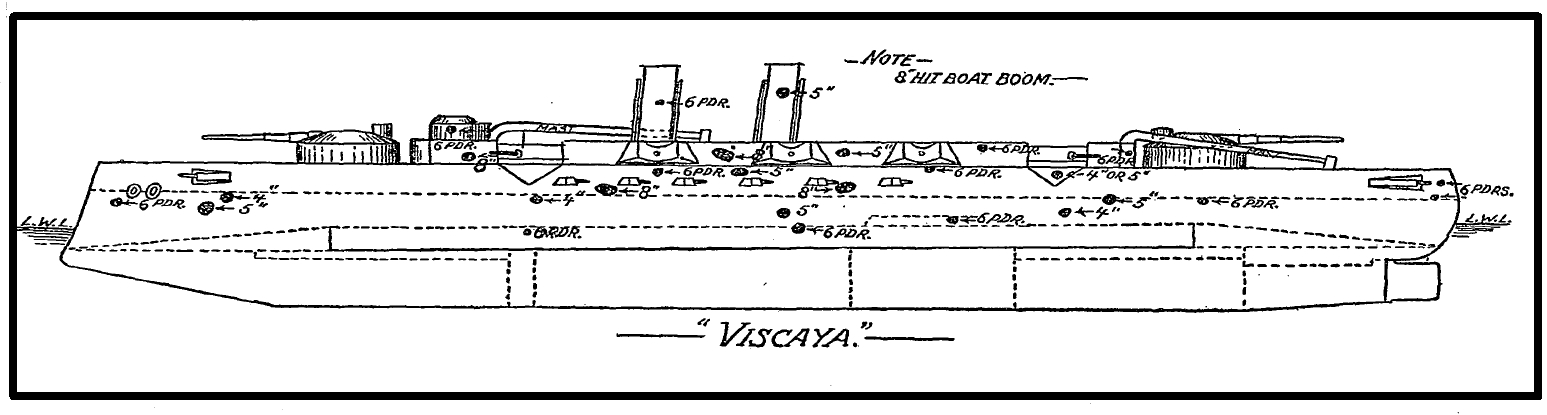
Un diagramma del Vizcaya con riportati i colpi messi a segno dalle navi statunitensi in una analisi retrospettiva

Il Cristóbal Colón, la nave più veloce di entrambe le flotte, era l'unica che avrebbe potuto mettersi in salvo, e riuscì ad allontanarsi dalle navi americane ma, dopo aver consumato il carbone inglese di miglior qualità, fu costretto ad utilizzare il carbone cubano caricato a Santiago, perse velocità e venne raggiunto da Oregon e Brooklin; alle 13.15 la nave era costretta ad arenarsi alla foce del Rio Tarquino, 24&nbsb;miglia dall'imboccatura del porto di Santiago su ordine del comandante dell'unità, il Capitano di vascello Emiliano Diaz y Moreu. Il Cristóbal Colón, rimasto praticamente indenne, fu la nave spagnola meno danneggiata e fino a pochi anni dopo la battaglia il pezzo meglio conservato della flotta dell'ammiraglio Cervera.. Gli americani tentarono di recuperarlo per incorporarlo nella propria Marina, ma per la precipitazione non tennero conto dell'apertura delle valvole di fondo e la nave si ribaltò andando perduta definitivamente.

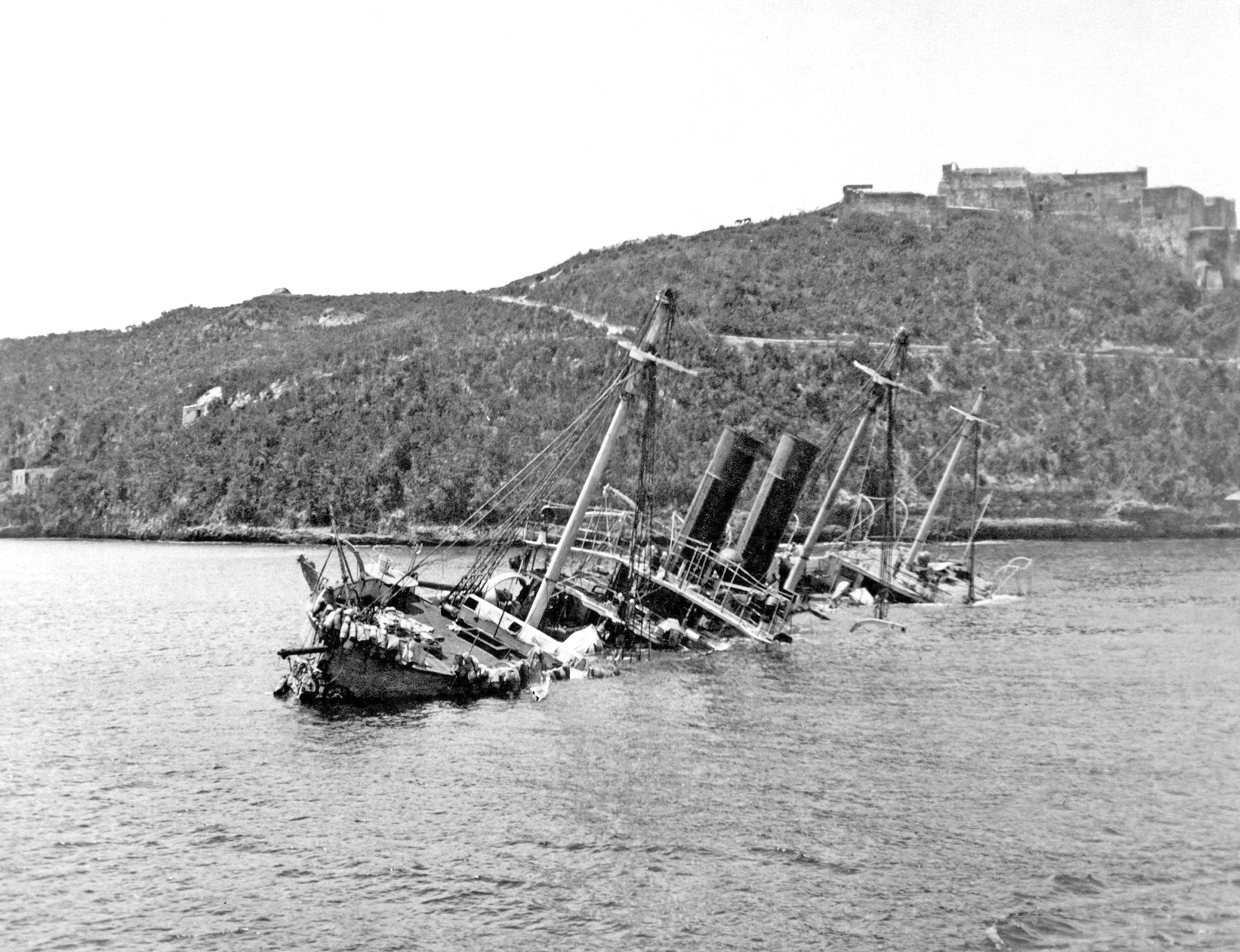
La Reina Mercedes affondata nel canale del porto di Santiago de Cuba

Al termine della battaglia gli spagnoli avevano perso tutti i loro uomini (2150 circa) fra morti (223), feriti (151) e prigionieri, tranne 63 che si erano rifugiati a Santiago; le perdite degli statunitensi furono di un morto e un ferito entrambi a bordo del Brooklin.
Mentre la squadra di Cervera tentava la fuga, la Reina Mercedes venne approntata per l'autoaffondamento e nonostante il tiro della corazzata USS Massachusetts l'equipaggio fece detonare le cariche da demolizione; la nave però derivò non riuscendo a bloccare il canale. Gli statunitensi in seguito la recuperarono e la utilizzarono come nave ricevimento disarmata.
L'affondamento del "Cristóbal Cólon" fu l'emblema dell'improvvisazione e della cattiva pianificazione della squadra navale spagnola, che aveva inviato una delle sue migliori navi da guerra senza le artiglierie principali. Gli statunitensi dopo la battaglia effettuarono una metodica analisi degli effetti del tiro sulle navi spagnole, valutando la precisione delle singole unità e gli effetti dei colpi. Iowa e Brooklyn secondo le analisi inflissero i sette decimi dei danni agli spagnoli. Entrambe le navi erano le più vicine alla battaglia; la Iowa utilizzò 1 473 colpi di vario calibro e la Brooklyn 1 973. La Brooklyn incassò 20 colpi senza riportare danni sostanziali e con un solo morto ed un ferito tra l'equipaggio.
Da una statistica sui colpi a segno (circa 600) degli statunitensi si vede che il maggior numero di colpi a segno dei grossi calibri (da 4 in, a 12 in fu ottenuto dai pezzi da 5 in (15 colpi a segno in totale, con un rating di 2,5 colpi a segno per pezzo), ovviamente queste statistiche non tengono conto della rapidità di tiro, che era molto superiore per i pezzi di basso e medio calibro rispetto ai pezzi di grosso calibro.